# Norie Hiro
Norie Hiro (em japonês:  廣 紀江; Nagoia, 26 de julho de 1965) é uma ex-jogadora de voleibol do Japão que competiu nos Jogos Olímpicos de 1984 e 1988.
Em 1984, ela fez parte da equipe japonesa que conquistou a medalha de bronze no torneio olímpico, no qual atuou em uma partida. Quatro anos depois, ela jogou em cinco confrontos e finalizou na quarta colocação com o conjunto japonês no campeonato olímpico de 1988.